# Rafael Dueñas León
Rafael Dueñas León (Quito, 2 de diciembre de 1849 - Puéllaro,  8 de enero de 1886) fue un político, intelectual y terrateniente ecuatoriano.

## Biografía
Hijo de Fernando Dueñas Ribadeneira y Mercedes León. Estuvo casado con Juana Margarita Borja Michelena. En su infancia y temprana juventud viajó a Francia donde entabló amistad con Charles Doublet de Perissac hijo del marqués de Persan de Bandeville, futuro marqués y embajador de Francia en el Ecuador. De tendencias conservadoras, junto con su padre apoyó financieramente las luchas del Partido Conservador en contra del liberalismo radical, hipotecando haciendas y casas para tal fin. 
Murió prematuramente en una accidente en una de sus propiedades rurales en Puéllaro en 1886 dejando a su esposa y cinco hijos Maximiliano Dueñas (políglota), José Aurelio Dueñas (químico e industrial), Eloisa Dueñas (religiosa), Elvira y Hortensia.
- Datos: Q6097231